# Mauritiusgans
De mauritiusgans (Alopochen mauritiana) is een uitgestorven, eendachtige vogel uit de familie Anatidae (zwanen, ganzen en eenden) die voorkwam op Mauritius. 